# La reina de la chatarra
Rainha da Sucata  traducida como La Reina de La Chatarra es una telenovela brasileña producida por TV Globo y emitida originalmente del 2 de abril al 26 de octubre de 1990 en 179 capítulos. Reemplazó a Tieta y fue reemplazada por Meu Bem, Meu Mal, siendo la 42ª “ telenovela a las ocho ” emitida por la emisora.
La trama fue escrita por Silvio de Abreu, con la colaboración de Alcides Nogueira y José Antônio de Souza . Fue dirigida por Fábio Sabag, Mário Márcio Bandarra y Jodele Larcher. Jorge Fernando estuvo a cargo de la dirección general y central.
Protagonizada por Regina Duarte y Tony Ramos con la actuación antagónica de Glória Menezes y Daniel Filho y la actuación estelar de Renata Sorrah y los primeros actores Raul Cortez, Aracy Balabanian y Paulo Gracindo .

## Producción
Rainha da Sucata fue la primera telenovela "das 8" escrita por Sílvio de Abreu, que hasta entonces había firmado varias tramas presentadas a las 19 h. Le encargaron escribir una telenovela humorística para las 8 de la noche. En ese momento, hubo una determinación del Departamento de Dramaturgia Televisiva de la Rede Globo de evitar la presentación de tramas excesivamente dramáticas en este horario, que comenzó con la exhibición de O Salvador da Pátria . Sin embargo, esta propuesta solo prevaleció al comienzo de la trama. Debido al rechazo del público al exceso de comedia (factor que fue percibido por la audiencia), a partir de junio de 1990, el autor Silvio de Abreu decidió dejar la comedia en un segundo plano y apostar más por el drama.
Aún en junio de 1990, la trama comenzó a mostrar capítulos más largos. El objetivo era suavizar el impacto que causó la telenovela Pantanal en programas posteriores. Esta acción también hizo que Pantanal perdiera publicidad, debido a que empezó cada vez más tarde. Además, la sección de "escenas del próximo capítulo" también desapareció.
El Plan Collor, que fue un plan económico implementado por el entonces presidente brasileño, Fernando Collor de Mello, se incorporó a la historia de La Reina de La Chatarra. Globo fue acusado de conocer las intenciones de Collor y no haber advertido a la población sobre el plan. Pero lo que en realidad sucedió fue que, por este plan de gobierno, hubo que reescribir muchas escenas que ya estaban listas, para adaptarlas a la realidad.
En medio de la trama, Silvio de Abreu tuvo que dejar el trabajo. Gilberto Braga lo reemplazó y escribió nueve capítulos.
La villana Laurinha tuvo su final 8 capítulos antes del final de la telenovela. En el capítulo 171, emitido el 17 de octubre de 1990, se suicida arrojándose del edificio de chatarra. Sin embargo, el misterio de su muerte es uno de los hilos conductores de la recta final de la trama. Se escribieron tres finales diferentes para la telenovela, para mantener en secreto el final del personaje de Maria do Carmo.

## Sinopsis
Ambientada en São Paulo, la trama de La Reina de la Chatarra retrata el universo de los nuevos ricos y la élite decadente de São Paulo, oponiendo dos personajes femeninos, la emergente María del Carmen Pereira y la socialité en bancarrota Laurita Albuquerque Figueroa. María del Carmen se enriquece con el negocio de su padre, el chatarrero Onofre, y se convierte en una exitosa empresaria, pero mantiene los hábitos de su humilde pasado. Vive con su padre y su madre, Neiva, en el barrio de Santana, en el norte de São Paulo .
Enamorada de Edu Figueroa, de buena vida que la había despreciado y humillado en su juventud, decide “comprarlo”: le propone casarse con él para ayudar a su familia, de origen tradicional, pero al borde de la quiebra. Edu acepta la propuesta, y el emergente, tras la boda, se va a vivir al palacete de los Figueroa, en Jardins, un sofisticado reducto de la ciudad. En la nueva casa, María del Carmen comienza a vivir una pesadilla por culpa de Laurita. Casada con Betinho, el padre de Edu, la socialité está obsesionada con su hijastro y hace todo lo posible para conquistarlo, y no deja en paz a María del Carmen.
Además del mal matrimonio y la persecución de Laurita, la empresaria comienza a ver que su negocio va mal por culpa del administrador Renato Maia, en quien ella confiaba plenamente. Renato, en realidad, es un corrupto que asesta un golpe a María del Carmen. El ejecutivo se casa con Mariana, una mujer frágil y rica, que sufre las amenazas de su marido, quien sólo se casó con ella por interés en su fortuna. Mariana es la hermana de Caio, un paleontólogo tartamudo que se encuentra dividido entre su novia, la fogosa Nicinha, y la bailarina de cabaret, Adriana Ross, quien a su vez es hija de la villana Laurita Figueroa.
Otro personaje llamativo es Doña Armenia, una armenia que vive en Brasil desde hace muchos años con sus hijos Gera, Gino y Gerson, a quienes trata como si fueran bebés. Gerson es la mano derecha de Maria do Carmo en la empresa, con quien termina involucrándose al comienzo de la trama. Los tres hermanos terminarán más tarde compitiendo por el amor de la joven Ingrid, hija de la exquisita dama Isabelle. En medio de la trama, Doña Armênia descubre tratos turbios entre su difunto esposo y el padre de Maria do Carmo y se convierte en dueña del territorio donde está instalada la empresa de Maria do Carmo, un edificio en medio de la Avenida Paulista, y decide demoler la edificio. Su frase "¡Voy a poner este edificio en el chon!" marcó la trama y el personaje. En cambio, se hace cargo de la empresa de María del Carmen, que vuelve a recoger chatarra en la calle. Sin embargo, pronto María del Carmen se recupera con el descubrimiento de que Caio y Mariana eran sus hermanos, le pasan sus acciones de "Do Carmo Veículos" a ella, quien regresa a tiempo para salvar a la empresa de todo el caos y desorden que la dueña Armenia desbarató. con su mala gestión.
También vale la pena mencionar otras tramas, como la de la periodista Paula, quien, enamorada de su trabajo, termina involucrándose con Edu y comienza a escribir artículos sobre la caída de la familia Albuquerque Figueroa. También en la trama está Jonas, quien luego resulta ser el misterioso padre de Paula, un hombre serio y amable que anota todo lo que sucede en la mansión Figueroa donde trabaja como mayordomo y guarda grandes secretos sobre su pasado y su misteriosa implicación con Isabel.

## Elenco
| Actor/Actriz            | Personaje                                   |
| ----------------------- | ------------------------------------------- |
| Regina Duarte           | María Del Carmen Pereira                    |
| Glória Menezes          | Laura ( Laurita) Alburquerque Figueroa      |
| Tony Ramos              | Eduardo Figueroa ( Edu )                    |
| Daniel Filho            | Renato Maia                                 |
| Renata Sorrah           | Mariana Szimansky                           |
| Aracy Balabanian        | Dama Armenia Giovanni                       |
| Raúl Cortez             | Jonas QueirozScott                          |
| Nicette Bruno           | Neiva Matías Pereira                        |
| Antônio Fagundes        | Caio Szimanski                              |
| Cláudia Raia            | Adriana Albuquerque Figueroa (Adriana Ross) |
| Paulo Gracindo          | Alberto Alburquerque Figueroa (Betinho)     |
| Cláudia Ohana           | Paula Ramos                                 |
| Gianfrancesco Guarnieri | Irineu Saldaña                              |
| Cleyde Yáconis          | Isabelle Alburquerque Figueroa de Bresson   |
| Patrícia Pillar         | Alaide Ribeiro                              |
| Flavio Migliaccio       | Osvaldo Moreiras (Seu Moreiras )            |
| Lolita Rodrigues        | Helena Ribeiro (Lena)                       |
| Mauricio Mattar         | Rafael Alburquerque Figueroa                |
| Marisa Orth             | Eunice Moreiras (Nicinha)                   |
| Andrea Beltrão          | Ingrid Alburquerque Figueroa de Bresson     |
| Marcello Novaes         | Geraldo Giovanni (Gera)                     |
| Ferrari                 | Higino Giovanni (Gino)                      |
| Gerson Brenner          | Gerson Giovanni                             |
| Mónica Torres           | Guida Viana                                 |
| Aldine Müller           | Ángela Martín                               |
| Edgar Amorim            | Fernando Silva                              |
| José Augusto Branco     | médico Ademar Rodrigues                     |
| Iván Cándido            | Franklin                                    |
| André Di Mauro          | Manuel Muñiz de Souza (Maneco)              |
| Paulo Reyes             | Gustavo Motta Mello (Guga)                  |
| María Helena Días       | Samira Zaida                                |
| eneldo costa            | Vilmar                                      |
| paulo guarnieri         | Sergio Saldaña                              |
| Hilda Rebello           | georgina                                    |
| Moacyr Deriquém         | marcelo                                     |

### Participaciones especiales
| Actor/Actriz             | Personaje                                                    |
| ------------------------ | ------------------------------------------------------------ |
| Lima Duarte              | Onofre Rereira                                               |
| Fernanda Montenegro      | Salomé Szimanski                                             |
| Laura Cardoso            | Yolanda Maia                                                 |
| Stênio Garcia            | Mendigo                                                      |
| Milton Moraes            | Marcos Vicente Pinheiro                                      |
| Jorge Cherques           | Cyro Laurenza                                                |
| Carlos Krober            | Giacomo Di Lampedusa                                         |
| Mario Gomes              | Clovis Castro                                                |
| Jorge Doria              | Alberico Cassinelli                                          |
| Ilka soares              | Julia Casselli                                               |
| Neuza Amaral             | Dalva                                                        |
| Emilio Queiroz           | Director de la escuela donde estudiaron Maria do Carmo y Edu |
| Zeni Pereira             | madre Mercedes                                               |
| Inês Galvão              | Marisa Viana (Manón)                                         |
| Mario Lago               | Ramiro Almeida                                               |
| Iván Mesquita            | Carlos Gouveia                                               |
| Castro Gonzaga           | Julien sorel                                                 |
| Neusa Borges             | Inés                                                         |
| Carlos Zara              | Olegario                                                     |
| Rosita Thomas Lopes      | Estela                                                       |
| Carlos Gregório          | Osmar Maya                                                   |
| Ruth de Souza            | jueza Elizabeth Andrade                                      |
| Claudio Correia y Castro | Rogerio Marqués                                              |
| Humberto Martins         | Osvaldinho                                                   |
| Thelma Reston            | odete                                                        |
| Jorge Fernando           | Rebelión                                                     |
| Fernando Amaral          | Marcos Juárez                                                |
| Gilberto Martinho        | Gerardo Gomes                                                |
| Serafín González         | Gianlucca Muñiz de Souza                                     |
| Marcus Alvisi            | Giuliano Laurenza                                            |
| Óscar Magrini            | extra en el entierro de Onofre                               |
| Marília Pera             | Ella misma                                                   |
| Sidney Magal             | Él mismo                                                     |
| Beto Barbosa             | Él mismo                                                     |
| Diogo Vilela             | Él mismo                                                     |

## Repercusión
En el momento de su exhibición, alcanzó un promedio general de 61 puntos en IBOPE, ocupando el 6° lugar entre las telenovelas con mayor audiencia en la historia de la Red Globo .
Fue reemitida por Vale a Pena Ver de Novo del 28 de febrero al 16 de septiembre de 1994, reemplazando a Direito de Amar y siendo reemplazada por su antecesora original, Tieta, en 145 capítulos.
Fue retransmitido en su totalidad por Canal Viva del 21 de enero al 27 de septiembre de 2013, reemplazando a Que Rei Sou Eu? y siendo sustituido por Água Viva, a las 00h.

### DVD
En septiembre de 2015, la telenovela fue lanzada en formato DVD por Loja Globo, en una caja que contenía 12 discos.
La trama también fue un gran éxito en el exterior, siendo vendida a Angola, Argentina, Bolivia, Canadá, Chile, España, Costa Rica, Estados Unidos, Guatemala, México, Nicaragua, Paraguay, Uruguay, entre otros países . La telenovela se mostró en Portugal por primera vez en 1991, en RTP1, a las 20:30 horas de lunes a viernes, en horario de máxima audiencia, en su formato original, y luego en TV Globo Portugal, del 23 de noviembre de 2009 al 18 de junio de 2010. a las 19:30, en 148 capítulos. En Latinoamérica se transmitió por TNT de lunes a viernes a las 18 horas (Ciudad de México), 21 horas (Buenos Aires), 19 horas (Bogotá) y 20 horas (Caracas).

## Banda sonora

### La reina de la chatarra
Reina de la Chatarra (comúnmente llamada Rainha da Sucata - Nacional ) fue el primer álbum de la banda sonora de la telenovela brasileña de 1990 de Rede Globo del mismo nombre. El álbum fue lanzado en CD, casete y LP por Som Livre, en 1990 en Brasil,  y en 1991 en Portugal, por Columbia Records .  El álbum presenta una variada selección de canciones, de varios géneros, como MPB, música latina, pop rock, lambada y bossanova, interpretadas por diferentes artistas brasileños.

#### Lista de pistas
| N.º   | Título                            | Artista(s)           | Duración |  |
| 1.    | «Me Chama que Eu Vou»             | Sidney Magal         | 3:26     |  |
| 2.    | «Foi Assim (Juventude e Ternura)» | Wanderléa            | 4:17     |  |
| 3.    | «Coração Pirata»                  | Roupa Nova           | 3:15     |  |
| 4.    | «Cigano»                          | Djavan               |          |  |
| 5.    | «Próxima Parada»                  | Marina Lima          |          |  |
| 6.    | «A Mais Bonita»                   | Maria Bethânia       |          |  |
| 7.    | «Na Captura»                      | Ary Sperling         | 4:39     |  |
| 8.    | «Coisas da Vida»                  | Milton Nascimento    |          |  |
| 9.    | «Nua Idéia (Leila XII)»           | Gal Costa            |          |  |
| 10.   | «Meninos e Meninas»               | Legião Urbana        | 4:48     |  |
| 11.   | «Mais Você»                       | Ritchie              | 3:20     |  |
| 12.   | «Lanterna dos Afogados»           | Paralamas do Sucesso | 4:59     |  |
| 13.   | «Naquela Estação (Leila L)»       | Adriana Calcanhotto  | 3:56     |  |
| 14.   | «Em Busca do Amor»                | Ary Sperling         | 3:48     |  |
| 55:37 |                                   |                      |          |  |

| N.º   | Título                            | Artista(s)          | Duración |  |
| 1.    | «Foi Assim (Juventude e Ternura)» | Wanderléa           | 4:59     |  |
| 2.    | «Me Chama que Eu Vou»             | Sidney Magal        | 3:15     |  |
| 3.    | «Sabor de Pecado»                 | Angel               | 4:17     |  |
| 4.    | «Gira Gira Pião»                  | Dido Oliveira       |          |  |
| 5.    | «Naquela Estação (Leila L)»       | Adriana Calcanhotto |          |  |
| 6.    | «Em Busca do Amor»                | Ary Sperling        |          |  |
| 7.    | «Coisas da Vida»                  | Milton Nascimento   | 3:19     |  |
| 8.    | «Lambança»                        | Grupo Sucata        |          |  |
| 9.    | «Cigano»                          | Djavan              |          |  |
| 10.   | «Melô da Sucata»                  | Grupo Sucata        | 3:54     |  |
| 11.   | «Beijo na Boca»                   | Sidney Magal        | 3:12     |  |
| 12.   | «Na Captura»                      | Ary Sperling        | 3:11     |  |
| 45:50 |                                   |                     |          |  |

### Reina de la chatarra - Internacional

#### lista de pistas
| N.º   | Título                   | Artista(s)                   | Duración |  |
| 1.    | «Into My Life»           | Colin Hay Band               | 2:44     |  |
| 2.    | «All Around the World»   | Lisa Stansfield              | 4:26     |  |
| 3.    | «Rebel in Me»            | Jimmy Cliff                  | 4:16     |  |
| 4.    | «Listen to Your Heart»   | Sonia                        |          |  |
| 5.    | «Come Back to Me»        | Janet Jackson                |          |  |
| 6.    | «Forever»                | Kiss                         |          |  |
| 7.    | «Inside of You»          | Howard Thomas & Sarah Bishop | 2:36     |  |
| 8.    | «My Romance»             | Carly Simon                  |          |  |
| 9.    | «Send Me an Angel»       | Real Life                    |          |  |
| 10.   | «Vision of Love»         | Mariah Carey                 | 3:15     |  |
| 11.   | «It Had to Be You»       | Harry Connick Jr.            | 3:27     |  |
| 12.   | «Blue»                   | Geoffrey Williams            | 2:32     |  |
| 13.   | «Reve d'Amour»           | Nuages                       | 4:06     |  |
| 14.   | «Too Many Lonely Hearts» | Petula Clark                 | 4:55     |  |
| 52:16 |                          |                              |          |  |

### Sendero complementario: Lambateria Sucata
Portada: Muslos de bailarina (Ilustración)
| N.º   | Título | Personagem | Duración |  |
| 48:16 |        |            |          |  |

## Premios
- APCA (1990) - Marisa Orth (Revelación femenina)